# Ясен Гюзелев
Ясен Николов Гюзелев е известен български художник, илюстратор.

## Биография
Роден е на 24 юли 1964 година в град София. Негов баща е известният български оперен певец Никола Гюзелев, а брат на Ясен е художникът Чавдар Гюзелев. Ясен Гюзелев завършва Националната художествена академия и след това заминава да работи в Италия. Илюстрира серия книги, сред които „Алиса в Страната на чудесата“ и „Алиса в Огледалния свят“ от Луис Карол, „Пинокио“ на Карло Колоди, „Дон Кихот“ на Сервантес, „Оливър Туист“ на Чарлз Дикенс, разкази за живота на личности като Сократ и Микеланджело и много други. Гюзелев е обявен за илюстратор на годината на Международния панаир на книгата в Болоня през 1994 година. С илюстрациите си в „Алиса в страната на чудесата“ добива световна известност в културните среди. Печели наградата „Константин Константинов“ за илюстратор през 2011 година.
Гюзелев също така илюстрира луксозно издание на „Баскервилското куче“, откривайки изложба с творбите си през 2013 година.
Техниката му по негови думи е повлияна от реалистичните школи от ХIХ век, Ренесанса, Прерафаелитите и Сецесиона.
В 2022 година е отличен с наградата „Христо Г. Данов“ в категорията „Художник или дизайн и оформление на книга“ за илюстрациите си в книгата „Орфей и Евридика“ от Иван Б. Генов (изд. „Колибри“).